# Helene Demuth
Helene Demuth (Sankt Wendel, 31 dicembre 1820 – Londra, 4 novembre 1890) fu la governante di Jenny e Karl Marx.

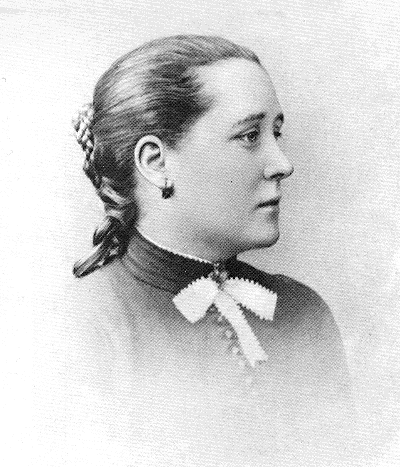
Helene Demuth nel 1850

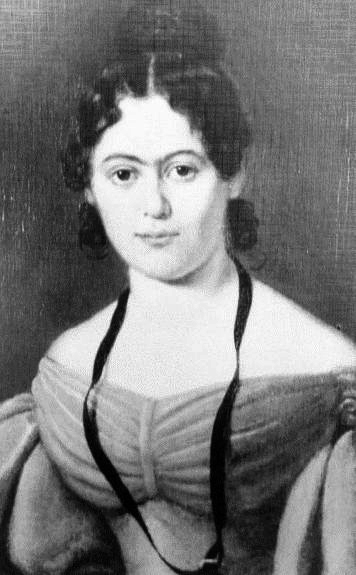
Jenny von Westphalen

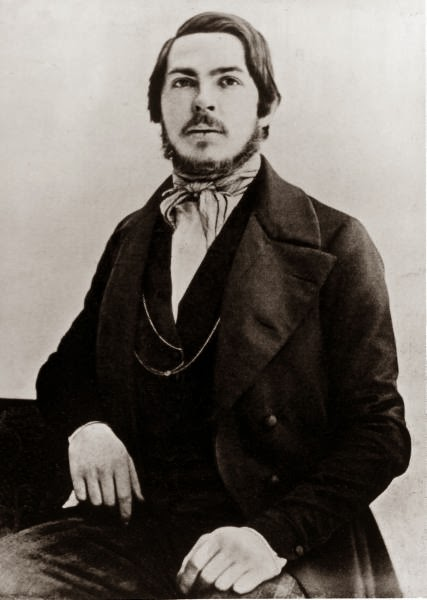
Engels verso il 1840

Jenny von Westphalen in occasione del matrimonio nel 1843 con Karl Marx, aveva ricevuto quasi in "dote" dalla madre una domestica che si chiamava Helene Demuth, soprannominata "Lenchen", che già aveva servito, quando aveva appena 14 anni, nella casa paterna del consigliere ministeriale Johann Ludwig von Westphalen.
Helene era una donna capace ed attiva, «sapeva fare di tutto: cucinava, lavava, spazzava, infornava il pane e produceva perfino una birra casalinga.» e fu nella casa di Marx non solo governante, ma anche amica e compagna di lotta politica.
Helene veniva trattata come appartenente alla famiglia e per la notte le era stato assegnato un lettuccio che, per la modestia e l'angustia della casa di Marx a Londra, era stato posto nella stessa stanza dove il filosofo lavorava sino a tarda notte.
Il 23 giugno 1851, al numero 28 di Dean Street, nella parrocchia di St. Anne, la trentunenne Helene mise al mondo un bambino di nome Henry Frederick Demuth (1851-1929) senza notificare chi fosse il padre. Marx, che allora aveva trentatré anni, pregò insistentemente l'amico Engels di dichiarare che era lui il padre per evitare lo scandalo che ne poteva nascere che avrebbe danneggiato il matrimonio e la causa politica. Engels generosamente accettò di riconoscere il bambino a cui diede il suo nome e conservò il segreto. L'infante fu affidato a una coppia di genitori adottivi dell'East End di Londra affinché lo allevassero.
Dopo la morte di Marx nel 1883, Helene andò ad abitare nella casa di Engels dove, pur continuando nella sua attività domestica con l'aiuto di altri servi, poté godere di quegli agi che i Marx non si potevano permettere e spesso, considerata come se fosse un membro della famiglia, poté viaggiare con Engels che la portò con sé anche nelle sue vacanze al mare.
Il 4 novembre del 1890 Helene morì lasciando al figlio, in un testamento firmato con una croce, un'eredità di 95 sterline. Helene fu sepolta nella tomba della famiglia Marx. In questa occasione il giornale People's Press le dedicò un articolo:
Il forse figlio di Marx, che nel frattempo aveva cambiato il suo nome in Frederich Lewis Demuth, trovò lavoro come apprendista meccanico. Si era sposato e nel 1888 era stato assunto come tornitore presso la King's Cross Branch.
La figlia di Marx, Eleanor, scriveva nel 1892:
 non riuscendo a capire l'atteggiamento freddo e distaccato di Engels nei confronti di quello che ella riteneva fosse il suo figlio biologico. Quando scoprì la situazione ambigua cercò di rimediare divenendo sua amica e aiutando economicamente il suo presumibile fratellastro.
Engels aveva tenuto fede alla promessa fatta all'amico Marx e solo in punto di morte nel 1895, secondo quanto racconta una lettera  (considerata apocrifa dallo storico Terrell Carver) di un assistente del filosofo ritrovata nel 1962 nell' "Istituto di studi sociali" di Amsterdam, avrebbe scritto su una lavagna: «Frederick Demuth è il figlio di Marx».
L'effettiva paternità di Frederick Demuth è tuttavia sconosciuta.
L'ipotesi che fosse figlio di Marx viene meno per via degli angusti spazi della casa dei Marx al tempo, che aveva solo due stanze, situazione che avrebbe complicato un tradimento ben occultato tra le mura di casa. Tuttavia, Helene dormiva nello studio di Marx, mentre la famiglia Marx dormiva nell'altra stanza. Risulta plausibile però (ma lungi dall'esser provato) anche che il padre di Frederick fosse effettivamente Engels, uomo con una fama di donnaiolo e meno impegnato, anche egli già impegnato in una relazione amorosa.